# 特別の機関
特別の機関（とくべつのきかん、英語: Attached Organization）とは、行政機関に設置される下部組織の一つであり、内閣府、中央省庁、委員会に特に必要がある場合に設置される。
外局である「庁」にするほどでもなく、外局よりも一段階弱い立場の組織を設置したい時に「特別の機関」とすることが多い。逆に、さらに弱い立場である審議会等を一段階強い立場の組織に格上げしたい時にも「特別の機関」とする例もある。
「の」を省いて「特別機関」と略すことはなく、必ず「特別の機関」と称される。

## 変遷
「特別の機関」という種別が作られたのは、1984年7月1日に国家行政組織法の改正法が施行されてからである。それまでは、総理府および各省ならびにこれらの外局たる委員会および庁には、「附属機関その他の機関」を個別の法律の規定に基づいて附置することができるという法制になっていた。審議会、研修所、病院など、多種多様な機関が整理されないままに「附属機関その他の機関」として扱われていた。
1984年の法改正においては、これら「附属機関その他の機関」を、「審議会等」、「施設等機関」、「特別の機関」の3種に区分した。さらに、審議会等、施設等機関の2種については、その軽重に応じて法律に設置の根拠を規定するものと政令に設置の根拠を規定するものとがありうるように改めた。特別の機関については従来の「附属機関その他の機関」と同様、法律に設置の根拠を置かなければならないものとした。

## 警察庁の位置づけ
1984年に警察法が改正される以前は、警察庁の位置づけについて行政法学者の中でも意見が分かれていたが、この法改正によって、警察庁は国家公安委員会の「特別の機関」であると整理されるにいたった。なお、警察庁には警察大学校、科学警察研究所、皇宮警察本部が置かれているが、特別の機関である警察庁は「施設等機関」「特別の機関」などといった用語を使用することができないため「附属機関」という用語を使用している。なお、これらの機関を仮に当てはめるならば、警察大学校と科学警察研究所は施設等機関、皇宮警察本部は特別の機関に相当する。

## 独立行政法人への移行
なお、独立行政法人制度が創設されて以降、特別の機関だった組織が独立行政法人に移行する例がある。財務省の特別の機関だった造幣局及び印刷局は改組され、独立行政法人造幣局及び独立行政法人国立印刷局となり、通商産業省の特別の機関だった工業技術院は、経済産業省産業技術環境局と国立研究開発法人産業技術総合研究所に業務を承継した。

## 英語表記
内閣官房が公表している『部局課名・官職名英訳名称一覧』によれば、特別の機関の英訳は「Attached Organization」とされている。

## 特別の機関の例
- 内閣府（内閣府#特別の機関も参照）
  - 地方創生推進事務局
  - 知的財産戦略推進事務局
  - 科学技術・イノベーション推進事務局
  - 健康・医療戦略推進事務局
  - 宇宙開発戦略推進事務局
  - 北方対策本部
  - 総合海洋政策推進事務局
  - 金融危機対応会議
  - 民間資金等活用事業推進会議
  - 子ども・若者育成支援推進本部
  - 少子化社会対策会議
  - 高齢社会対策会議
  - 中央交通安全対策会議
  - 犯罪被害者等施策推進会議
  - 子どもの貧困対策会議
  - 消費者政策会議
  - 国際平和協力本部
  - 日本学術会議
  - 官民人材交流センター
  - 食品ロス削減推進会議
  - 原子力立地会議
- 国家公安委員会
  - 警察庁
- こども家庭庁
  - こども政策推進会議
- 総務省
  - 中央選挙管理会
  - 政治資金適正化委員会
  - 自治紛争処理委員（事件ごとに総務大臣が任命する。）
- 法務省
  - 検察庁（最高検察庁・高等検察庁・地方検察庁・区検察庁）
- 外務省
  - 在外公館（大使館・総領事館・政府代表部）
- 国税庁
  - 国税不服審判所
- 文部科学省
  - 日本学士院
  - 地震調査研究推進本部
  - 火山調査研究推進本部
  - 日本ユネスコ国内委員会
- 文化庁
  - 日本芸術院
- 厚生労働省
  - 死因究明等推進本部
  - 自殺総合対策会議
  - 中央駐留軍関係離職者等対策協議会
- 農林水産省
  - 農林水産技術会議
  - 食育推進会議
  - 農林水産物・食品輸出本部
  - 木材利用促進本部
- 水産庁
  - 太平洋広域漁業調整委員会
  - 日本海・九州西広域漁業調整委員会
  - 瀬戸内海広域漁業調整委員会
- 国土交通省
  - 国土地理院
  - 小笠原総合事務所
  - 自転車活用推進本部
  - 海難審判所
- 環境省
  - 公害対策会議
- 防衛省
  - 防衛会議
  - 幕僚監部
    - 統合幕僚監部
    - 陸上幕僚監部
    - 海上幕僚監部
    - 航空幕僚監部

  - 自衛隊の部隊及び機関
    - 陸上自衛隊
    - 海上自衛隊
    - 航空自衛隊
    - 陸上自衛隊、海上自衛隊及び航空自衛隊の共同の部隊
    - 陸上自衛隊、海上自衛隊及び航空自衛隊の共同の機関

  - 情報本部
  - 防衛監察本部
  - 外国軍用品審判所（臨時に置かれる。）
  - 駐留軍等再編関連振興会議

## 過去に存在した特別の機関
- 総理府→内閣府
  - 中央防災会議 - 1984年7月1日-2001年1月5日、重要政策に関する会議に移行
  - 消費者保護会議 - 1984年7月1日-2004年6月1日、消費者政策会議に改組
  - 阪神・淡路復興対策本部 - 1995年2月24日-2000年2月23日、廃止
  - インターネット青少年有害情報対策・環境整備推進会議 - 2009年4月1日-2010年3月31日、子ども・若者育成支援推進本部に改組
  - 死因究明等推進会議 - 2012年9月21日-2014年9月20日、廃止
  - 成年後見制度利用促進会議 - 2016年5月13日-2018年3月31日、廃止
  - 子ども・子育て本部 - 2015年4月1日 - 2023年3月31日、廃止